# Flavors of Youth
Flavors of Youth (in cinese: 肆式青春S, Se shi QingchunP; in giapponese: 詩季織々 (Shikioriori?)) è un film d'animazione in tre episodi nato da una coproduzione tra lo studio di animazione cinese Haoliners Animation League e quello giapponese CoMix Wave Films. Il film è stato proiettato nei cinema giapponesi a partire dal 4 agosto 2018, a partire dallo stesso giorno Netflix ha iniziato la distribuzione internazionale via streaming anche col doppiaggio italiano.

## Trama
Il film si suddivide in tre episodi, ciascuno ambientato in una diversa città cinese e riguardanti rispettivamente i cambiamenti moderni per quanto riguarda i temi del cibo, della moda e dell'alloggio. 
- Nel primo episodio, Gli spaghetti di riso, il protagonista è un giovane che si è trasferito a Pechino per lavoro, ma che sente ancora la nostalgia per ciò che mangiava nel luogo in cui era nato, come gli spaghetti di riso con la verdura di stagione. Ormai la sua lingua è diventata quasi insensibile ed è come perseguitato dai sapori che sente di avere perduto.
- Il secondo episodio, Una piccola sfilata di moda, ha per protagonista una donna di Canton, affascinata da sempre dai bei vestiti, che ha lottato per imporsi nella sua carriera da modella. I genitori sono morti e l'unica sua parente è la sorella minore, che va ancora a scuola e che vive con lei. Purtroppo il suo è un mestiere spietato, dove la giovinezza e un corpo perfetto sono tutto e lei forse non ha più l'età per continuare.
- L'ultimo episodio, Amore a Shanghai, è ambientato a Shanghai, anno 2008 città in continuo cambiamento e modernizzazione. Durante un trasloco il protagonista ritrova in uno scatolone una vecchia musicassetta. Quando era più giovane, ai tempi della scuola, lui e Xiao Yu, la sua prima ragazza, utilizzavano la cassetta per scambiarsi dei messaggi. Adesso la vita li ha separati e lui capisce che la cassetta potrebbe contenere un ultimo messaggio che la ragazza che aveva amato gli aveva lasciato e che lui non aveva mai ascoltato.

## Produzione
Nel febbraio 2018 lo studio di animazione cinese Haoliners Animation League e quello giapponese Comix Wave Films hanno annunciato la loro collaborazione per un progetto congiunto su un film antologico composto da tre cortometraggi, dal titolo Se shi Qingchun (肆式青春S) per il pubblico cinese e Shikioriori (詩季織々?) per quello giapponese, la cui ultimazione era prevista per l'estate dello stesso anno. I tre cortometraggi sono ambientati in tre diverse città cinesi, il primo, Hidamari non Chōshoku, in italiano: Gli spaghetti di riso, è scritto e diretto da Jiaoshou Yi Xiaoxing; Yoshitaka Takeuchi è il regista del secondo cortometraggio intitolato Chiisana fashion show, in italiano: Una piccola sfilata di moda, sceneggiato da Naruki Nagakawa; il terzo cortometraggio, omaggio al film animato 5 cm al secondo, si intitola Shanghai Koi, in italiano: Amore a Shanghai ed è scritto da Haoling Li, che è anche il direttore del progetto . L'uscita nelle sale giapponesi è stata programmata per il 4 agosto 2018 e Netflix lo trasmetterà in tutto il mondo con il titolo internazionale di Flavours of Youth: International Version. Un'anteprima mondiale si è tenuta nel corso dell'edizione del luglio 2018 di Anime Expo.